# Monument à Giuseppe Garibaldi (Buenos Aires)
Pour les articles homonymes, voir Monument à Garibaldi.
Le monument à Giuseppe Garibaldi (en espagnol : Monumento a Giuseppe Garibaldi) est une statue équestre située sur la Plaza Italia de Buenos Aires.
Elle honore Giuseppe Garibaldi pour sa participation à la Grande Guerre en tant que commandant de la Légion italienne.
Une réplique se trouve à Brescia, en Italie.

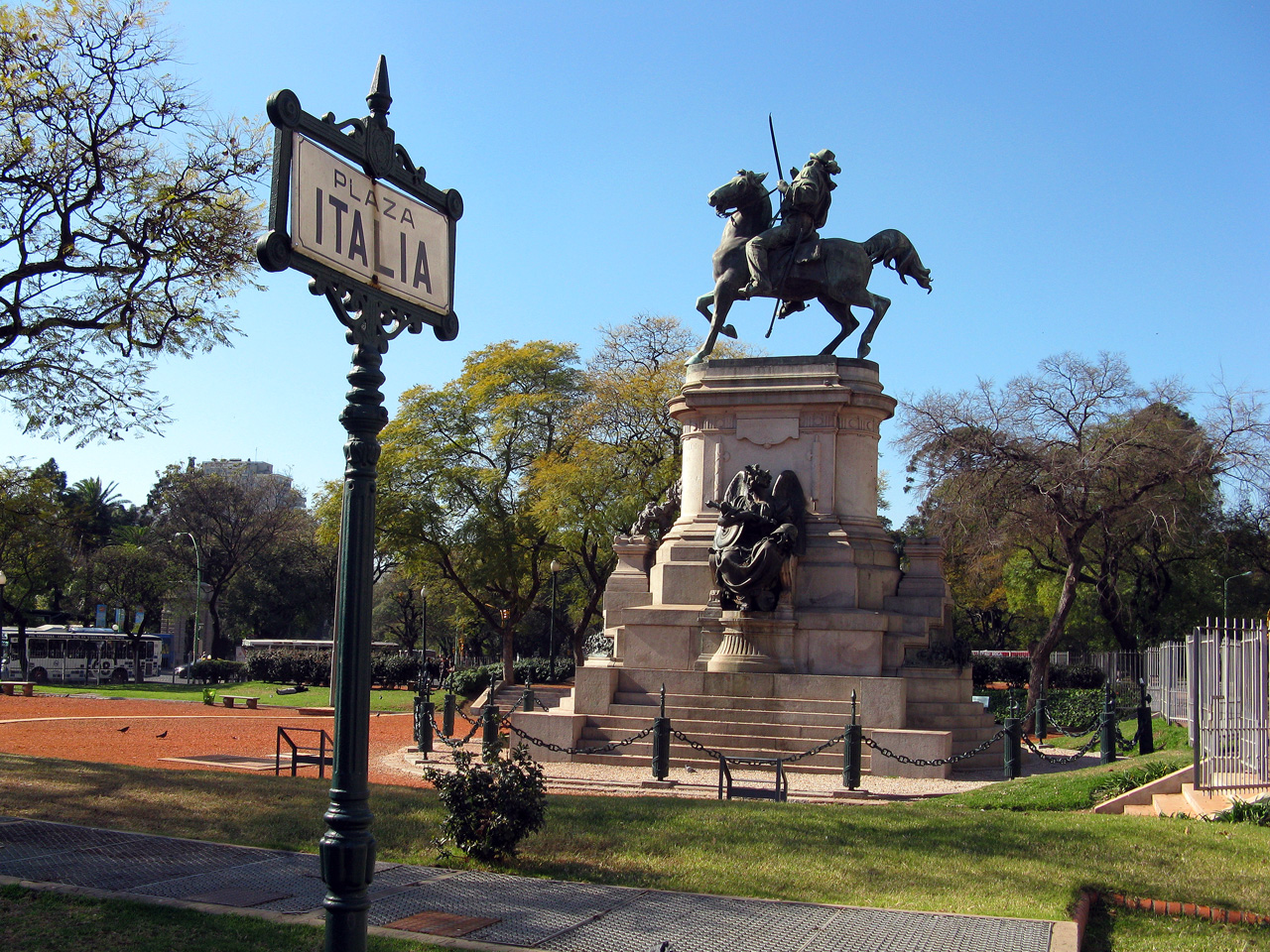
Le monument à Giuseppe Garibaldi sur la Plaza Italia.